# شهرداری ساولکراستی
شهرداری ساولکراستی (به لاتین: Saulkrasti Municipality) یک شهرداری در لتونی است. شهرداری ساولکراستی ۶٬۰۸۲ نفر جمعیت دارد.